# 赵斌 (民国初年)
赵斌（？—？），籍贯不详。中华民国初年政治人物。

## 生平
辛亥革命爆发后，赵斌作为安徽代表参加了各省都督府代表聯合會武昌时期与南京时期的会议。1911年12月29日，他参加了選舉臨時大總統會，此次会议选举孙文为中华民国临时大总统。